# SV West-Eimsbüttel
Der SV West-Eimsbüttel ist ein Sportverein aus dem Hamburger Stadtteil Stellingen. Die erste Fußballmannschaft spielte sechs Jahre in der höchsten Amateurliga Hamburgs.

## Geschichte
Am 5. April 1923 gründeten Spieler einer bis dahin „wilden“ Straßenmannschaft aus dem westlichen Eimsbüttel, verstärkt durch unzufriedene Mitglieder von Union 03 Altona, den SV West-Eimsbüttel. In dem dicht bebauten Stadtteil war kein eigener Platz zu finden, doch konnte der neue Verein unmittelbar neben dem Tierpark Hagenbeck im benachbarten Stellingen ein vorübergehend ungenutztes Gelände bespielen. Eine Teilnahme an Meisterschaftsspielen des Bezirks Hamburg im NFV ist erstmals 1925/26 belegt; zu der Zeit spielte die Mannschaft noch bei Hagenbeck. Spätere Standorte waren der heutige Sportpark Eimsbüttel (damals auf Altonaer Gebiet) und ab 1939 das Stellinger Stadion schräg gegenüber dem dortigen Rathaus.
Nach dem Gewinn der Meisterschaft in der C-Klasse 1927/28 stieg die Mannschaft die Ligaleiter schnell empor und erreichte im Jahre 1932 die zweithöchste Spielklasse. Zu dieser Zeit erwarb die Mannschaft auch den Spitznamen Wespen. Ein Hamburger Sportjournalist kam auf die Idee, statt von den „Eimsbüttelern aus dem Westen“ von den „Eimsbütteler Wespen“ zu sprechen. 1939 wurde der SV West Meister der Staffel Hammonia der Fußball-Bezirksklasse Groß-Hamburg und erreichte die Aufstiegsrunde zur Gauliga Nordmark. Sowohl die Eimsbütteler als auch der SC Sperber Hamburg und der VfB Kiel beendeten die Runde mit jeweils 4:4 Punkten. Sperber wies von allen Vereinen den besten Torquotienten auf und erreichte die Gauliga, West-Eimsbüttel verblieb hingegen in der zweitklassigen Bezirksklasse. Kriegsbedingt erfolgte 1943 die Bildung einer Kriegsspielgemeinschaft mit dem VfL Hammonia 1922. Diese KSG wurde bereits 1944 wieder gelöst und West-Eimsbüttel schloss sich nun der KSG Alemannia-Stern/Pfeil an, so dass die Spielzeit 1944/45 als KSG Alemannia-Stern/Pfeil/West-Eimsbüttel begonnen wurde.
Nach dem Zweiten Weltkrieg qualifizierte sich der SV West für die Hamburger Stadtliga. Als Vorletzter, lediglich das Schlusslicht Wilhelmsburg 09 konnte geschlagen werden, stieg die Mannschaft ab. Schon 1947 kehrten die Wespen in das Hamburger Oberhaus zurück um zumeist gegen den Abstieg zu kämpfen. Nach dem Abstieg im Jahre 1950 gelang der direkte Wiederaufstieg. Im Jahre 1953 verabschiedete sich der SV West endgültig aus Hamburgs Eliteliga. Drei Jahre später folgte der Abstieg in die Bezirksliga. Zwischen 1966 und 1968 kehrten die Wespen noch einmal in die Verbandsliga zurück und kamen 1970 in der untersten Spielklasse an.
Seitdem legt der Verein großen Wert auf seine Nachwuchsarbeit und erreichte zwischen 1993 und 1998 noch einmal die Landesliga. Im Jahre 2013 stieg der SV West in die Kreisliga ab. 1986 erreichte die B-Jugend die Endrunde um die deutsche Meisterschaft. Nachdem sich die Wespen im Achtelfinale gegen Werder Bremen durchgesetzt hatten, kam im Viertelfinale das Aus gegen den TuS Paderborn-Neuhaus.
Die „Wespen“ spielten weiterhin im Stellinger Stadion am Sportplatzring. Dessen drei Plätze, auf denen u. a. auch der TSV Stellingen 88 lange zuhause war, hatte der Verein 2010 in Eigenregie übernommen. 2022 wird die Anlage, einst auch die Heimat des HSV-Vorläufers Falke 06, mit Wohnungen bebaut und beide Vereine sind bereits 2017 innerhalb Stellingens umgezogen.